# Juan Fremiot Torres Oliver
Juan Fremiot Torres Oliver (28 de octubre de 1925 - 26 de enero de 2012) fue obispo de la Diócesis de Ponce en Ponce, Puerto Rico, con 36 años de servicio. Nace en San Germán, Puerto Rico.

## Sacerdocio y Episcopado
Torres Oliver fue ordenado sacerdote en Ponce a la edad de 24 años, el 10 de abril de 1950. Este fue nombrado Obispo de Ponce el 4 de noviembre de 1964 a la edad de 39 años y fue consagrado el 21 de diciembre de 1964. Se retira como Obispo de Ponce a la edad de 75 años, el 10 de noviembre de 2000, después de un episcopado de 36 años. Fue el Obispo Emérito de la Diócesis de Ponce.
De 1983 a 1994, Torres Oliver fue Presidente de la Conferencia Episcopal Puertorriqueña, CEP.

## Muerte
Torres Oliver murió en Ponce, Puerto Rico, el 26 de enero de 2012, como el resultado de un ataque al corazón. Sus restos descansan en la Catedral Nuestra Señora de Guadalupe en Ponce.
| Predecesor: Luis Aponte Martínez | Obispo Diócesis de Ponce 1964-2000 | Sucesor: Ricardo Suriñach Carreras |